# 石油捷運

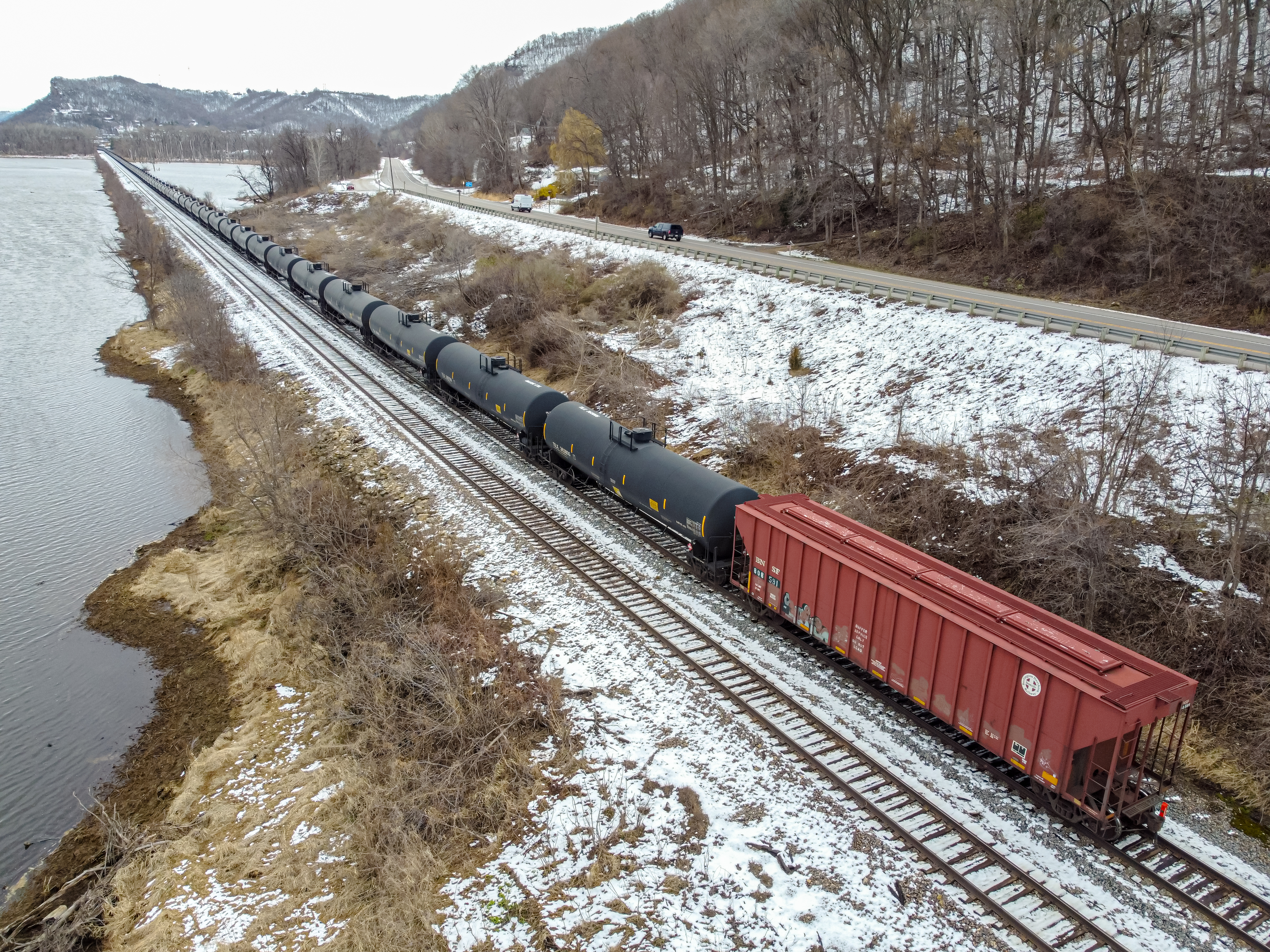
一列运输石油的火车

石油捷運，是以仿造都會大眾運輸系統之形式，提供班次頻密且大容量的石油運輸，通常有下列特點：
1. .單一船種(僅有數種油輪)
2. .快速報關及簡化手續
3. .定型化班表及進港動線，實行先進先出
4. .遠離都會區，另建專用港
5. .快速石油裝卸

這樣一來，每日將可處理數百萬桶至數億桶原油或其產品，提供人類豐足的能源，而且為國家賺進大量的財富。